# Francisco Lima Soares
Dom Francisco Lima Soares, (Araguatins, 21 de novembro de 1964) é um bispo católico, bispo da Diocese de Carolina no Maranhão.

## Biografia
Natural de Araguatins, Tocantins onde nasceu aos 21 dias de novembro de 1964, Francisco cursou Filosofia na Universidade Estadual do Ceará (UECE). Foi ordenado presbítero em Imperatriz, em 15 de julho de 1990. Em 1998, fez especialização em Filosofia e Modernidade na Pontifícia Universidade Católica de Minas Gerais (PUC-Minas). No ano de 1999, foi estudar na França, onde graduou-se em Ciências Sociais e Econômicas pelo Instituto Católico de Paris.
Ainda pela França, nos anos de 2001 a 2003, fez mestrado em Sociologia, na mesma Universidade. Em 2004, padre Francisco fez especialização em Mídia e Opinião pela Faculdade Cásper Líbero, em São Paulo. Já de 2011 a 2013, cursou doutorado em Ciências da Educação na Universidad del Norte, em Assunção, capital do Paraguai. De 2016 a 2018, fez mestrado em Desenvolvimento Regional no Centro Universitário Alves Faria, em Goiânia, Goiás.

## Trajetória
Em seu ministério sacerdotal, padre Francisco desenvolveu atividades em diversas pastorais e movimentos da diocese de Imperatriz e no regional Nordeste V da Conferência Nacional dos Bispos do Brasil (CNBB). Atuou como pároco, vigário paroquial da paróquia Menino Jesus de Praga; diretor da TV Anajás, afiliada da Rede Vida em Imperatriz; promotor vocacional da diocese; assessor diocesano da Pastoral da Juventude; vice-presidente da Comissão Regional do Clero e presidente da Associação dos Presbíteros do Maranhão.
Atualmente, padre Francisco exercia os postos de administrador da diocese de Imperatriz e pároco da Catedral Nossa Senhora de Fátima. Neste ano de 2018, tinha sido nomeado ainda como membro do Conselho Econômico e Vigário Geral da diocese de Imperatriz.

## Ordenações Episcopais
Co-Sagrante de:
- Ivanildo Oliveira Almeida (2023).